# Mörschwang
Mörschwang è un comune austriaco di 327 abitanti nel distretto di Ried im Innkreis, in Alta Austria.